# Plebejus usbekus
Plebejus usbekus är en fjärilsart som beskrevs av Forster. Plebejus usbekus ingår i släktet Plebejus och familjen juvelvingar. Inga underarter finns listade i Catalogue of Life.